# Stephenville Crossing
Stephenville Crossing est une municipalité située sur l'Île de Terre-Neuve, dans la province de Terre-Neuve-et-Labrador, au Canada.

## Municipalités limitrophes